# جزيرة الدلافين الزرقاء
جزيرة الدلافين الزرقاء. (بالإنجليزية: Island of the Blue Dolphins)‏، هي رواية للأطفال كتبها سكوت اوديل في عام 1960 م. وهي قصة لفتاة شابة ألقيت قبل سنوات على ساحل جزيرة قبالة ساحل ولاية كاليفورنيا. وهي قصة حقيقة لجوانا ماريا، وهي فتاة أمريكية تركت وحيدة لمدة 18 عاما على جزيرة سان نيكولا في القرن التاسع عشر. فازت «جزيرة الدلافين الزرقاء» بوسام نيوبري في عام 1961. في عام 1946 تم تمثيلها كفيلم يحمل نفس الاسم، والذي نشر في عام 1976.

## الأساس التاريخي
وبدأت هذه الرواية بقصة حقيقة لجوانا ماريا المعروف تاريخياً باسم المرأة الوحيدة في جزيرة سان نيكولا حيث تركت وحدها لمدة 18 عاما على جزيرة سان نيكولا. وقبل ان يتم الكشف عنها في عام 1853 م. وفي 2012م كانت تعتقد انها عاشت في كهف الجزيرة ويعتقد عالم الآثار البحرية أنها وجد ت ذلك الكهف والتحقيق مستمر.

## ملخص القصة
الشخصية الرئيسية للقصة هي فتاة تدعى كارانا ولديها شقيق يدعى رامو. الذي عادة ما يؤدي فضوله إلى المتاعب. يعيش شعب قبيلتها في قرية تدعى تشلسي على جمع جذور الشجر والسمك. وفي يوم ما وصلت سفينة إليتس بقيادة الكابتن الروسي الذي يدعى أورلوف واقنع المواطنين بالسماح لهم باصطياد قضاعة البحر في مقابل سلع أخرى ولكن إليتس حاولت في خداع سكان الجزر وتركهم دون دفع. عندما تصدى لهم الرئيس والد كرانة، واندلعت معركة وانتهت بخسارة الكثير من الأرواح لكلا الجانبين حيث تناقص أعداد القبيلة بشكل عظيم وإلتس غادرت الجزيرة ودفعت القليل مقابل ماصادته. حيث أن والد كرانة والعديد من الرجال الآخرون في القبيلة ماتوا أثناء المعركة.